# Juan José Paso
Pour les articles homonymes, voir Paso.
Juan José Esteban del Passo (connu en Argentine sous l'appellation Juan José Paso) (Buenos Aires, 2 juin 1758 - San José de Flores, 10 septembre 1833) est un juriste et homme politique des Provinces-Unies du Río de la Plata, l’actuelle Argentine. 
Il fut membre de la Première Junte, premier gouvernement autonome de l’Argentine, du premier puis du second triumvirat, et enfin du Congrès de Tucumán, assemblée législative et constituante qui siégea de 1816 à 1820, et qui proclama l’indépendance de l’Argentine en juillet 1816. Lors du cabildo ouvert du 22 mai 1810, c’est lui qui conçut l’argument de l’opportunité juridique propre à justifier la révolution de Mai.

## Formation et débuts en politique
Son père, Domingo del Passo, originaire de Galice, et boulanger de son état, réussit à acquérir quelque fortune et contribua, avec quelques-uns de ses fils, à la construction de l’église Saint-François d’Assise (San Francisco de Asis), située en face de son domicile à Buenos Aires. 
Juan José Paso poursuivit des études au collège Montserrat de Córdoba, où il lia connaissance avec Juan  José Castelli, puis obtint en 1779 son doctorat en droit à l’université de cette même ville, où il resta deux années encore pour enseigner la philosophie. Revenu à Buenos Aires, il fut nommé professeur de philosophie au Collège Royal Saint-Charles (Real Colegio de San Carlos, l’actuel Colegio Nacional de Buenos Aires), puis agent fiscal du ministère des Finances de la vice-royauté. Il fut l’un des fondateurs et l’un des premiers habitants du village de San José de Flores, l’actuel quartier de Flores, faubourg ouest de Buenos Aires. 
Lors des invasions anglaises du Río de la Plata, ― alors que lui-même résidait à Lima, au Pérou, pour y exercer sa profession et pour y mener une affaire, au demeurant peu fructueuse, dans une mine d’or,― ses frères Vicente José, Francisco et Ildefonso prirent part à la reconquête et à la défense de la ville de Buenos Aires.
De retour dans le Río de la Plata, il se joignit aux révolutionnaires qui aspiraient à une plus grande autonomie de la Vice-royauté du Río de la Plata vis-à-vis de l’Espagne. Dans un premier temps, et à l’instar de Manuel Belgrano et de Juan José Castelli, parmi d’autres, il adhéra au charlottisme, mouvement qui considérait que le couronnement de la princesse Charlotte d’Espagne, frère du roi Ferdinand VII et épouse du roi Jean VI du Portugal, pourrait être le moyen d’atteindre l’objectif de l’indépendance. 

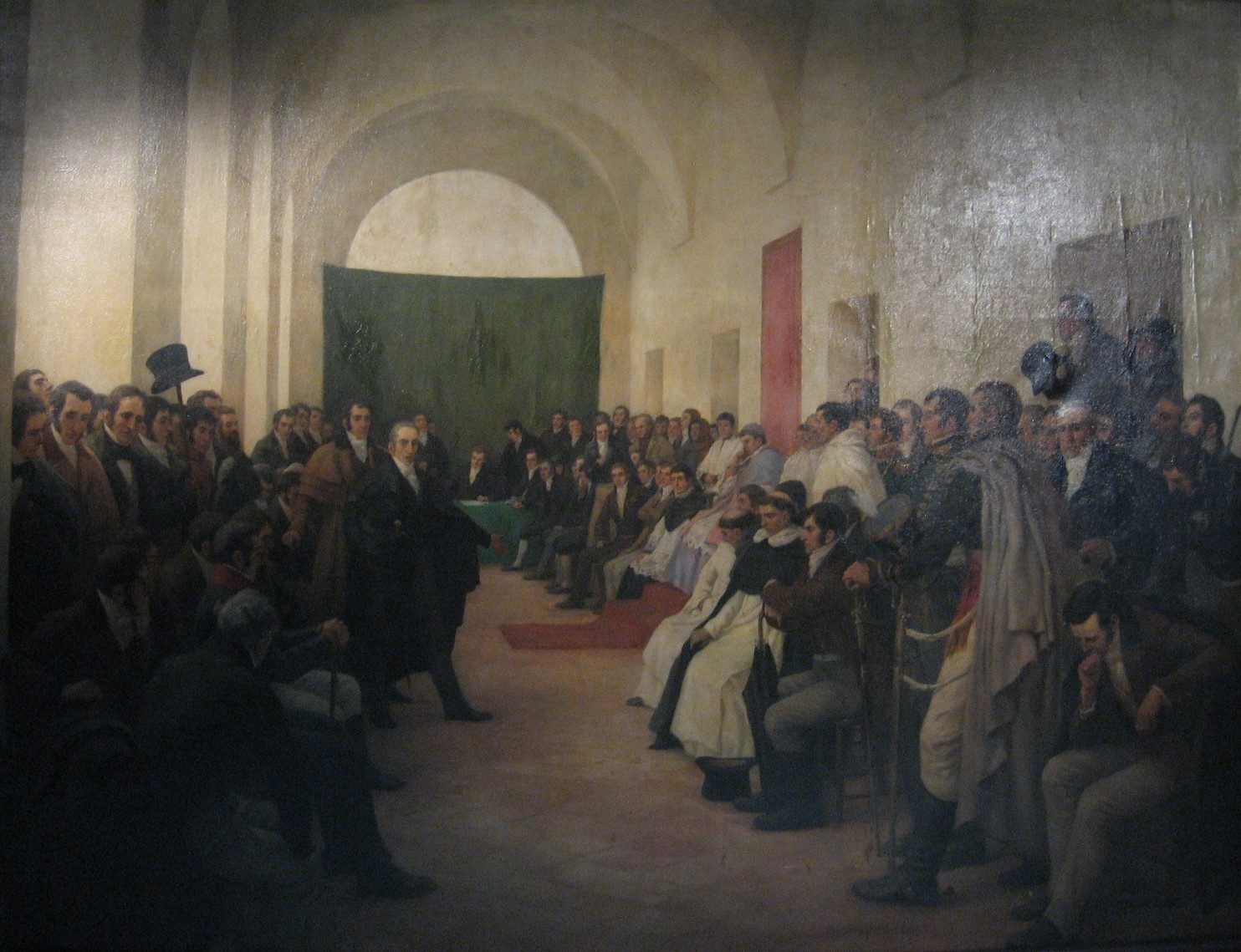
Le Cabildo ouvert du 22 mai 1810, tableau du peintre chilien Pedro Subercaseaux : Paso, prenant la parole, se trouve représenté au centre gauche du tableau.

Il participa au cabildo ouvert du 22 mai, se prononçant en faveur de la déposition du vice-roi Cisneros. À la manœuvre dilatoire du procureur Manuel Genaro Villota, consistant à arguer qu’il y avait lieu d’attendre d’abord l’avis des autres villes de la vice-royauté, il répliqua par le principe dit de la sœur aînée (en esp. hermana mayor), en vertu duquel Buenos Aires serait habilitée, en représentation des autres villes et en défense de l’intérêt de tous, à prendre les décisions, sous réserve que les autres villes fussent convoquées aussitôt après, pour s’exprimer sur les actions menées. À l’issue des débats du cabildo ouvert, la proposition de Paso obtint 20 voix pour ; ajoutées à celles obtenues par les propositions de Juan Nepomuceno de Sola, de Pascual Ruiz Huidobro, de Cornelio Saavedra et de Castelli, les voix en faveur de la destitution du vice-roi se montèrent à 155 au total, contre 69 voix pour son maintien en fonction. Ainsi Buenos Aires avait-elle déjà, dès avant le moment où furent expédiées les convocations aux députés des autres villes de la vice-royauté, procédé à l’évincement du vice-roi Cisneros.

## Secrétaire de la Première Junte
Le 25 mai, il fut nommé secrétaire des Finances de la Première Junte, au sein de laquelle il acquiesça à la plupart des propositions faites par l’autre secrétaire de gouvernement, le radical Mariano Moreno. Le 12 juin 1810, missionné pour expliquer le point de vue de la Junte aux autorités de Montevideo, il traversa le Río de la Plata à destination de cette ville, mais en fut bientôt expulsé et renvoyé à Buenos Aires, Montevideo voulant signifier, par son truchement, qu’elle ne reconnaissait pas le nouveau gouvernement de la capitale.
Paso et Moreno furent les seuls, en décembre 1810, à s’opposer à ce que la junte de gouvernement, se muant en Junta Grande, fût élargie par l’incorporation en son sein des députés envoyés par les provinces de l’intérieur ; cependant, après le départ de Moreno, il s’aligna sur la position du président de l’exécutif, Cornelio Saavedra. À la suite de la révolution d’avril 1811, menée par les partisans de Saavedra, il ne restera plus de la Première Junte que trois membres dans la Junta Grande recomposée : Paso, Domingo Matheu, et Saavedra lui-même. 
En septembre 1811, Paso fit partie de la députation qui signa à Montevideo l’armistice avec le vice-roi Francisco Javier de Elío, aux termes de laquelle toute la Bande Orientale échut au gouvernement de Montevideo.

## Les deux triumvirats
Vers la fin de 1811, des désordres furent provoqués par des groupes d’activistes, parmi lesquels des groupes opposés à Saavedra, outre la faction dirigée par Paso lui-même. Le Cabildo de Buenos Aires, ayant pu être convaincu de la nécessité d’un exécutif fort, fut amené à remplacer la Junta Grande par un exécutif restreint de trois personnes, appelé triumvirat, composé de Feliciano Chiclana, Manuel de Sarratea et de Juan José Paso. Ce qui restait de la Junta Grande, théoriquement investie du pouvoir législatif et chargée de contrôler l’exécutif, était devenue, dans les faits, une simple dépendance du gouvernement. Celui-ci était dominé par l’un de ses secrétaires, Bernardino Rivadavia, qui lui donna une orientation assez versatile, quoique répressive. Paso eut de vives altercations avec Chiclana, et tous deux démissionnèrent en avril 1812 ; seule, toutefois, la démission de Paso fut acceptée, de sorte que Paso se mit à s’opposer au premier triumvirat, poussant à la rue, subrepticement mais résolument, ses agitateurs.
Lorsque fut parvenue à Buenos Aires la nouvelle de la bataille de Tucumán, victoire-clef que remporta Belgrano en contrevenant explicitement aux ordres de Rivadavia, la faction de Paso ainsi que la loge Lautaro investirent la rue. Trois régiments, emmenés par José de San Martín, entreprirent d’occuper le centre de la ville et contraignirent le triumvirat à la démission.
En octobre 1812 fut élu un second triumvirat, composé de Paso, d’Antonio Álvarez Jonte et de Nicolás Rodríguez Peña. Pas davantage que le précédent, ce gouvernement ne parvint à gouverner par lui-même, étant dominé par la loge lautarienne. Ses actes de gouvernement les plus appréciables furent d’une part d’activer la guerre pour l’independance, aussi bien dans le Haut-Pérou que contre Montevideo, et d’autre part de convoquer l’Assemblée Générale constituante de 1813 ― mais cette dernière, tout autant que le gouvernement, se trouvait dominée par la Loge. Paso fut derechef le premier à être remplacé, en avril 1813.

## La Déclaration d’indépendance
Au milieu de l’année 1814, Paso fut envoyé en mission diplomatique au Chili pour y chercher Cornelio Saavedra, soupçonné de conspirer ; il lui fallut cependant rentrer à Buenos Aires à la veille de la désastreuse bataille de Rancagua. L’année suivante, il participa au renversement de Carlos María de Alvear et fut nommé Auditeur général de la guerre de l’armée, puis devint le Deuxième Assesseur général de gouvernement de la province de Tucumán.
En 1816, il fut désigné député pour Buenos Aires au congrès de Tucumán. Comme il demeura le secrétaire du congrès pendant toute la durée de celui-ci, il fut en position de cosigner la déclaration d’indépendance du 9 juillet 1816. Après le transfert du Congrès vers Buenos Aires, il se prononça en faveur de la monarchie constitutionnelle et apporta son concours à la redaction du Statut provisoire de gouvernement de 1817 et de la Constitution unitaire de 1819.
Il devint ensuite assesseur du Directeur suprême José Rondeau et sauva la vie de l’amiral Guillermo Brown en conseillant à son chef de lui accorder sa grâce dans un jugement injuste pour desertion.
Sous le gouvernement de Manuel de Sarratea, son adversaire politique, il fut brièvement incarcéré. Il fut député provincial à Buenos Aires entre 1822 et 1824, et rédigea la loi portant fondation de la Banque d’escompte, la loi sur la presse et la loi organisant l’armée nationale. Il fut élu député pour Buenos Aires au Congrès de 1824 et vota la constitution de 1826.
À partir de 1827, il cessa d’occuper des fonctions publiques, mais appuya néanmoins les gouvernements fédéralistes de Manuel Dorrego et de Juan Manuel de Rosas, de qui il fut l’assesseur.
Il s’éteignit dans le faubourg portègne de San José de Flores en septembre 1833, en n’ayant gardé qu’une maigre fortune, à telle enseigne que le gouverneur de Buenos Aires dut lever des fonds pour son tombeau au cimetière de la Recoleta, dans le centre de Buenos Aires, où ses restes reposent désormais.

## Hommages
La localité de Juan José Paso, située dans le partido de Pehuajó, dans la province de Buenos Aires, porte son nom.